# Carex oligocarpa
Carex oligocarpa är en halvgräsart som beskrevs av Carl Ludwig von Willdenow. Carex oligocarpa ingår i släktet starrar, och familjen halvgräs. Inga underarter finns listade i Catalogue of Life.